# Liga Nogometnog saveza područja Nova Gradiška 1970./71.
Liga Nogometnog saveza područja Nova Gradiška također i kao Područna liga Nova Gradiška, Područna liga NSP Nova Gradiška je bila liga četvrtog stupnja nogometnog prvenstva Jugoslavije u sezoni 1970./71. 
 
Sudjelovalo je 9 klubova, a prvak je bio klub "Strmac" iz Nove Gradiške. 

## Ljestvica
| mj. | klub                 | ut. | pob. | ner. | por. | gol+ | gol- | bod |
| --- | -------------------- | --- | ---- | ---- | ---- | ---- | ---- | --- |
| 1.  | Strmac Nova Gradiška | 16  | 13   | 0    | 3    | 60   | 27   | 26  |
| 2.  | Slavonac Nova Kapela | 16  | 9    | 3    | 4    | 45   | 30   | 21  |
| 3.  | Graničar Laze        | 16  | 8    | 2    | 6    | 44   | 33   | 18  |
| 4.  | Psunj Okučani        | 16  | 7    | 3    | 6    | 34   | 30   | 17  |
| 5.  | Budućnost Rešetari   | 16  | 7    | 1    | 8    | 42   | 34   | 15  |
| 6.  | Partizan Batrina     | 16  | 6    | 2    | 8    | 32   | 40   | 14  |
| 7.  | Jedinstvo Novska     | 16  | 5    | 3    | 8    | 40   | 46   | 13  |
| 8.  | Mladost Cernik       | 16  | 5    | 2    | 9    | 36   | 54   | 12  |
| 9.  | Omladinac Vrbova     | 16  | 4    | 2    | 10   | 33   | 61   | 10  |

## Rezultatska križaljka
| kratica | klub                 | BUD | GRA | JED | MLA | OML | PAR | PSU | SLA | STR |
| --- | -------------------- | --- | --- | --- | --- | --- | --- | --- | --- | --- |
| BUD | Budućnost Rešetari   |     |     |     |     |     |     |     |     |     |
| GRA | Graničar Laze        |     |     |     |     |     |     |     |     |     |
| JED | Jedinstvo Novska     |     |     |     |     |     |     |     |     |     |
| MLA | Mladost Cernik       |     |     |     |     |     |     |     |     |     |
| OML | Omladinac Vrbova     |     |     |     |     |     |     |     |     |     |
| PAR | Partizan Batrina     |     |     |     |     |     |     |     |     |     |
| PSU | Psunj Okučani        |     |     |     |     |     |     |     |     |     |
| SLA | Slavonac Nova Kapela |     |     |     |     |     |     |     |     |     |
| STR | Strmac Nova Gradiška |     |     |     |     |     |     |     |     |     |
| |                      |     |     |     |     |     |     |     |     |     |
| podebljan rezultat - utakmice od 1. do 9. kola (1. utakmica između klubova) rezultat normalne debljine - utakmice od 10. do 18. kola (2. utakmica između klubova) rezultat nakošen - nije vidljiv redoslijed odigravanja međusobnih utakmica iz dostupnih izvora rezultat smanjen * - iz dostupnih izvora nije uočljiv domaćin susreta prekrižen rezultat - poništena ili brisana utakmica p - utakmica prekinuta 3:0 p.f. / 0:3 p.f. - rezultat 3:0 bez borbe |                      |     |     |     |     |     |     |     |     |     |

 Izvori:

## Unutarnje poveznice
- Slavonska zona 1970./71.
- Liga NSP Slavonska Požega 1970./71.
- Liga NSP Slavonski Brod 1970./71.
- Područna liga NSP Vinkovci 1970./71.